# Cyanistes
Genre
Le genre Cyanistes représente des mésanges à queue courte et à prépondérance de la couleur bleue dans le plumage, d'où le nom Cyanistes qui vient du grec κύανος, kuanos (« éclat bleu, métallique »). Il regroupe trois espèces de mésanges appartenant à la famille des Paridae.

## Liste des espèces
D'après la classification de référence du Congrès ornithologique international (version 2.4, 2010) :
- Cyanistes caeruleus – Mésange bleue
- Cyanistes teneriffae – Mésange nord-africaine
- Cyanistes cyanus – Mésange azurée